# Maisto
Maisto International Inc. es una marca de línea de automóviles, aviones y motocicletas de juguete a escala a nivel mundial que forma parte del grupo May Cheong. Aunque la marca tiene su sede en California, sus orígenes y compañía principal están en Hong Kong. Aunque principalmente fabrica modelos fundidos a presión, también ha lanzado una serie de productos Tonka bajo licencia de Hasbro. Además posee las antiguas marcas italianas Burago y Polistil.

## Historia
La empresa fue fundada en Hong Kong en 1967 como May Cheong Toy Company por los hermanos PY Ngan y YC Ngan.  Los productos se comercializaron inicialmente bajo la marca MC Toy (usando las iniciales de la empresa).
Algunos de sus primeros productos fueron copias directas de los coches Matchbox , aunque también tenían diseños originales. Poco después, se añadieron coches europeos a su gama de productos, que no estaban fabricados por Matchbox o Hot Wheels, y la marca se hizo popular por ofrecer la misma calidad que sus contemporáneos a precios económicos. 
A finales de la década de 1980, los vehículos aumentaron su calidad y se volvieron más realistas y precisos con respecto a los modelos reales, en contraste con otras empresas homólogas que producían coches de juguete. En 1990, la empresa introdujo la marca Maisto de coches de fundición a presión.
En 2005, el grupo May Cheong adquirió los activos de Burago, fabricante italiano que había quebrado, y más tarde también de Polistil que lo hizo en 1993.
El almacén y centro de distribución de Estados Unidos, también conocido como Maisto International, Inc, se encuentra en Fontana, California.

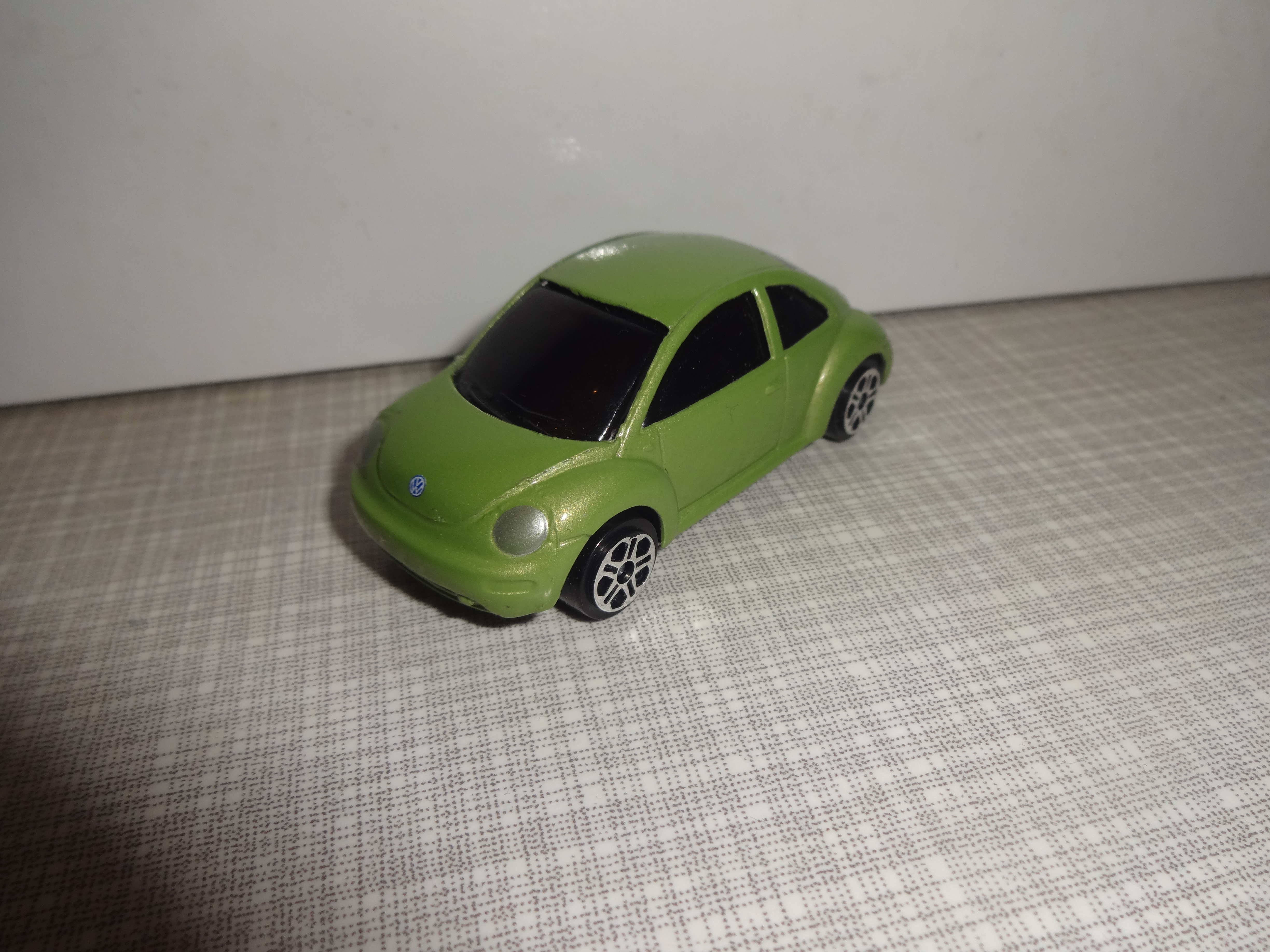
Volkswagen New Beetle de Maisto.

## Coleccionismo
Maisto crea modelos a escala 1:12, 1:18, 1:24, 1:25, 1:27, 1:43 y 1:64. Los modelos se basan en vehículos populares.
Los modelos Maisto de fundición a escala 1:64 están dirigidos al extremo inferior del mercado y no ofrecen el mismo nivel de detalle que otros fabricantes de modelos de fundición a presión como Hot Wheels y Johnny Lightning. Sin embargo, Maisto es bastante popular en el mercado debido a la excelente relación calidad-precio que ofrecen sus productos y porque fabrica modelos de varios automóviles populares.
También tiene una línea de modelos de automóviles a escala llamada Playerz que son modelos a escala de vehículos personalizados y cuentan con llantas y pintura personalizadas, suspensión reducida y sistemas de entretenimiento para automóviles mejorados. Otra línea llamada Pro Rodz usa las mismas características, excepto que los modelos consisten en muscle cars clásicos estadounidenses.